# Gymnostachyum subacaule
Gymnostachyum subacaule är en akantusväxtart som först beskrevs av Heinrich Zollinger, och fick sitt nu gällande namn av Cornelis Eliza Bertus Bremekamp. Gymnostachyum subacaule ingår i släktet Gymnostachyum och familjen akantusväxter. Inga underarter finns listade i Catalogue of Life.